# Skidal
Skidal (vitryska: Скідзель) är en stad i Belarus.   Den ligger i voblasten Hrodna voblast, i den västra delen av landet, 220 km väster om huvudstaden Horad Mіnsk. Skidal ligger 113 meter över havet och antalet invånare är 10 592.

## Natur
Terrängen runt Skidal är mycket platt. Skidal är det största samhället i trakten.